# Италијански бојни брод Емануеле Филиберто
Емануеле Филиберто (итал. Emanuele Filiberto, син италијанског краља) је био италијански бојни брод класе Емануеле Филиберто. Поринут је у луци Кастеламаре ди Стабија 1897. године.
Учествује у италијанско-турском рату Брод је отписан и исечен 1920. године.